# Кемень, Жигмонд
Барон Жи́гмонд Ке́мень (венг. Baron Kemény Zsigmond; 12 июня 1814 — 22 декабря 1875) — венгерский писатель

 и публицист.
Был членом сейма. Самые известные его романы: «Пропасти сердца» (венг. «A szív örvényei»), «Муж и жена» (венг. «Férj és nő»), «Вдова и её дочери» (венг. «Özvegy és leánya»).